# La Pasarela (Sevilla)
La Pasarela fue una pasarela peatonal de hierro, construida en Sevilla inspirada en la Torre Eiffel que cruzaba sobre la plaza que recibe el nombre de plaza de don Juan de Austria para evitar el cruce al mismo nivel de los peatones con el tráfico de la calle de San Fernando y las avenidas de Carlos V, del Cid y de Menéndez y Pelayo, dando paso por tanto desde la zona sur de la ciudad de Sevilla, con el entonces espacio vacío que suponía el Prado San Sebastián. 

## Historia

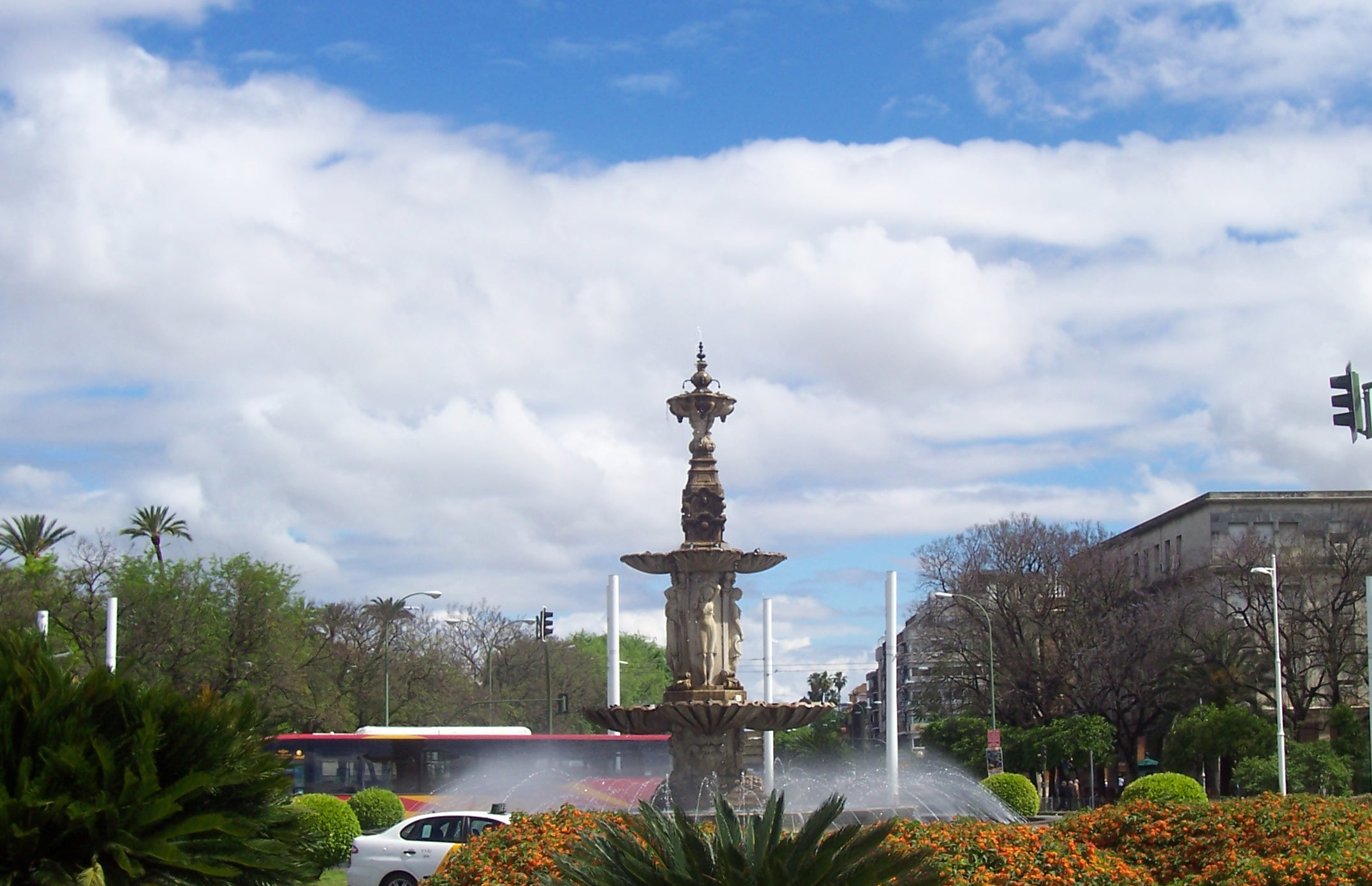
Fuente de las cuatro estaciones, situada en el que fuera emplazamiento de la Pasarela

Este elemento estructural, dio nombre extraoficial a toda la zona, que todavía se conoce a día de hoy como "la pasarela", y es el punto de unión de los barrios de Santa Cruz (perteneciente al distrito Casco Antiguo), San Bernardo (distrito Nervión) y El Prado-Parque de María Luisa (distrito Sur). 
Fue obra del ingeniero Dionisio Pérez Tobía y fundida en los talleres de Pérez Hermanos y fue inaugurada el 18 de abril de 1896. Tenía cuatro escaleras de acceso y un quiosco central en punto de unión de las mismas que se adornaba con globos de luz blanca durante los días que duraba la fiesta con casi 800 luces de gas y un arco voltaico en su cúpula. 
Debido a que en esa época, la feria de abril se celebraba en el Prado de san Sebastián, la Pasarela se convirtió en la portada permanente del Real de la Feria, desde su construcción hasta su demolición, que se decidió en 1921 debido a un ensanche en la zona, vendiéndose como chatarra sus 81 t de hierro por 45 728 pesetas. En su lugar se instaló en 1929 una fuente alegórica a las cuatro estaciones, que aún permanece en el citado lugar, obra de Manuel Delgado Brackenbury.

## La pasarela en el recuerdo
Como recuerdo del papel de portada de la feria de la pasarela, comenzó a instalarse anualmente una portada de entrada a la Feria.
En 1970, se recuperó efímeramente su recuerdo como inspiración de la citada portada la Feria, y de nuevo en 1974, con la feria en su actual emplazamiento de los Remedios, volvió a recuperarse como portada de la feria el recuerdo de la Pasarela, con la particularidad de ser la única portada por la que se podía pasear, al ser esta transitable. En 1986 se repite la portada evocando las formas de la Pasarela, siendo junto a los puentes de la ciudad y las torres de la plaza de España una de las inspiraciones más recurrentes para el diseño de la portada.